# Rudolph R. Sprüngli

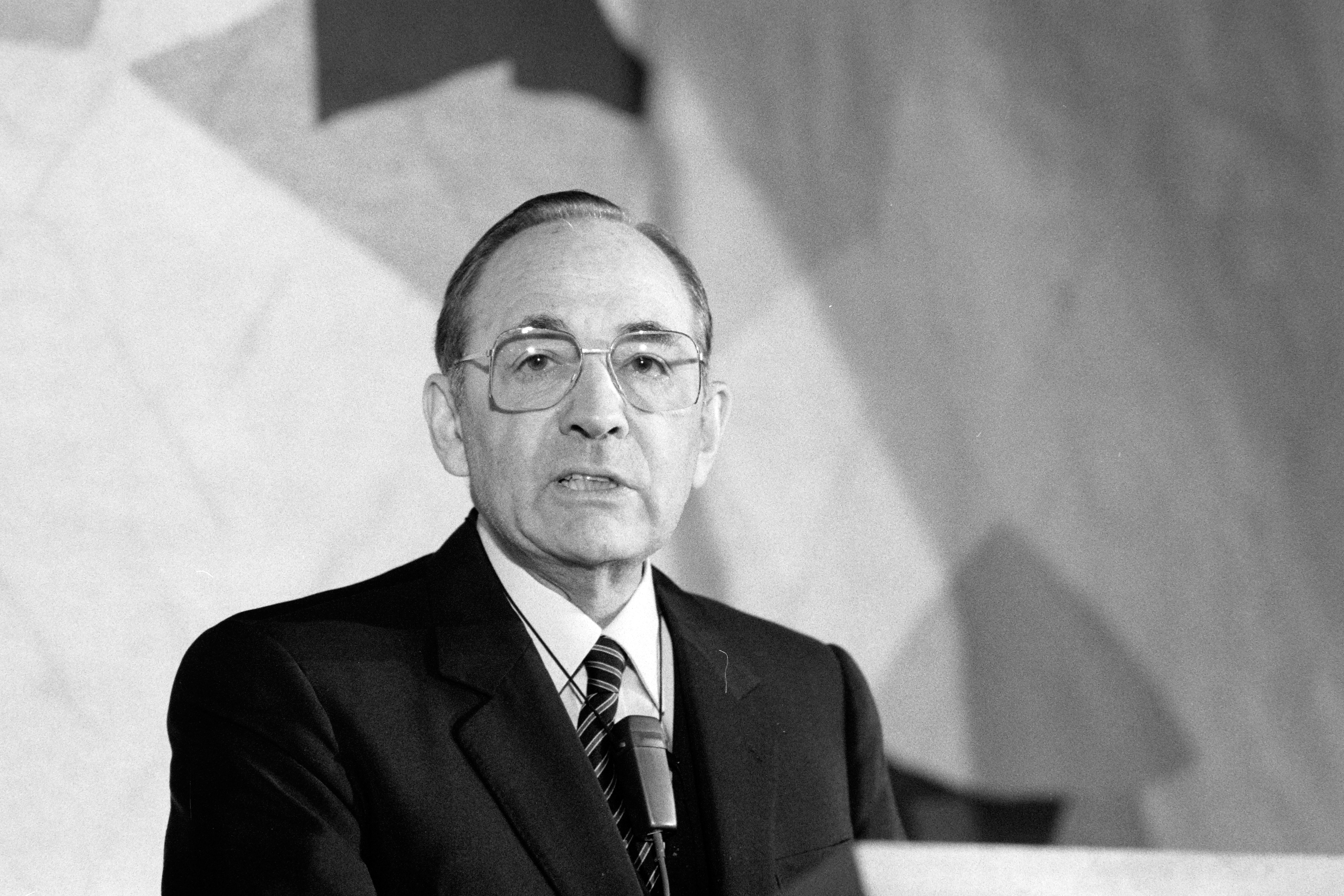
Rudolph R. Sprüngli (1987)

Rudolph Robert Sprüngli (* 15. März 1920 in Zürich; † 21. Januar 2008 in Maur) war ein Schweizer Unternehmer.

## Leben
Sprüngli studierte Volkswirtschaftslehre und Betriebswirtschaftslehre an den Universitäten Zürich, Bern und Freiburg und promovierte in Freiburg über Die Finanzgeschichte der Chocoladefabrik Tobler, Bern (publiziert 1951). 1965 wurde er Geschäftsleiter, von 1971 bis 1994 war er Präsident des Verwaltungsrats des Schokoladeherstellers Lindt & Sprüngli, danach Ehrenpräsident. Sein Entscheid, das Unternehmen 1986 an die Börse zu bringen, war für das Unternehmen wegweisend. Sprüngli hatte weitere Verwaltungsratsmandate, unter anderem war er Präsident der Brauerei A. Hürlimann AG und zeitweise Vizepräsident der Schweizerischen Kreditanstalt, der späteren Credit Suisse.

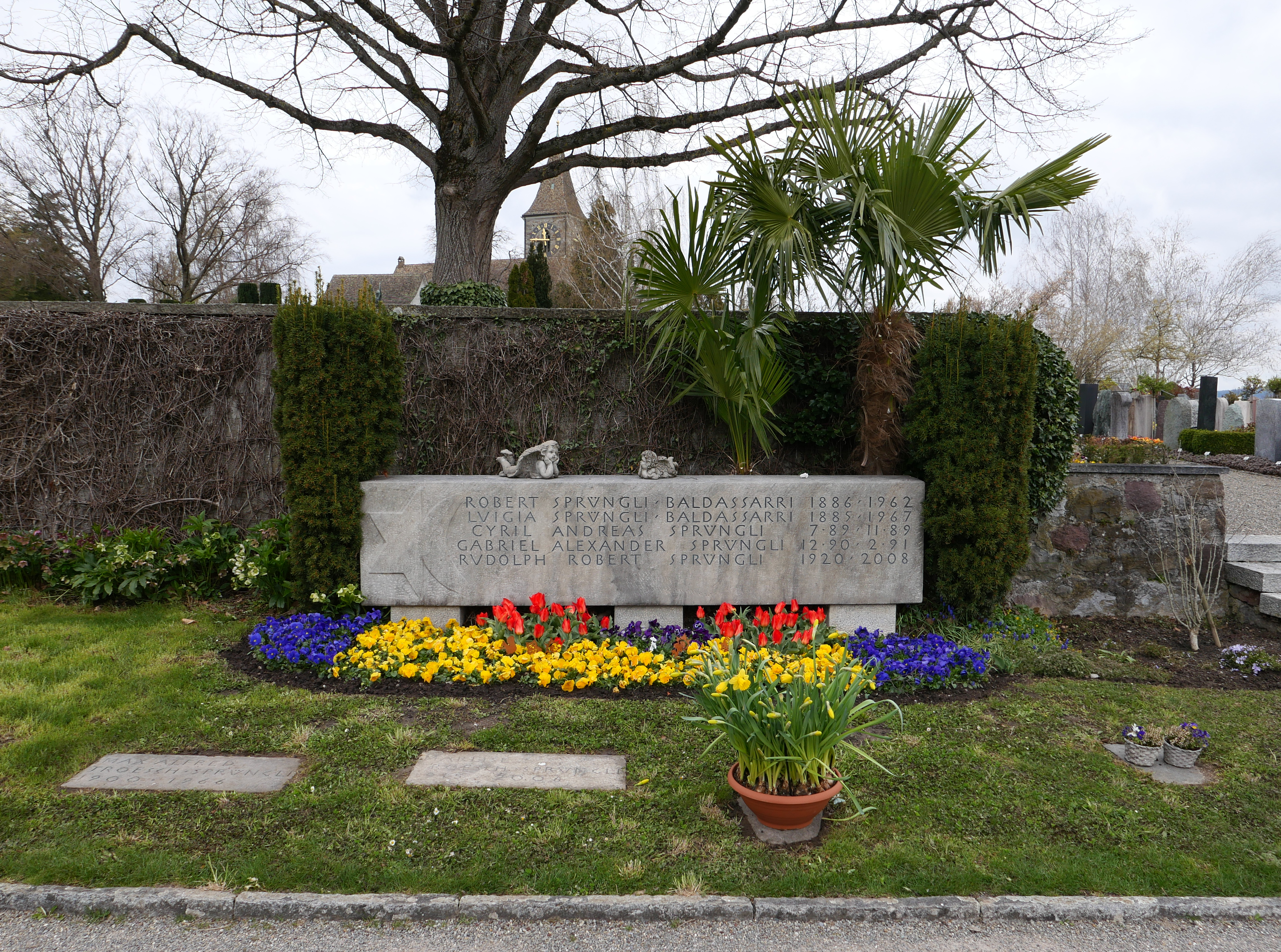
Sprünglis Familiengrab in Kilchberg

Rudolph Sprüngli war 45 Jahre lang mit Elisabeth Halter verheiratet, der (bezogen auf den prozentualen Aktienanteil) grössten Lindt & Sprüngli-Einzelaktionärin. Aus dieser Ehe stammen zwei Söhne und eine Tochter. Sprünglis Scheidung und die Heirat im Jahr 1992 mit Heidi Gantenbein (* 1948; † 6. Januar 2012 in Arosa), die sich seit 1985 Alexandra Gantenbein nannte, führte zu grossem Aufsehen in der Öffentlichkeit. Zuletzt wohnte er in Forch-Scheuren, Gemeinde Maur.
Sprüngli ist auf dem Friedhof von Kilchberg begraben. In dem Familiengrab sind auch Rudolf Sprüngli (1886–1962) und dessen Frau Luigia, geb. Baldassarri (1885–1967) sowie Cyril Andreas (7/1889 – 11/1889) und Gabriel Alexander (12/1890 – 2/1891) begraben.